# Юленурме (волость)
Юленурме (эст. Ülenurme  ) — бывшая волость в Эстонии в составе уезда Тартумаа.

## Положение
Площадь волости — 86,3 км², численность населения на  1 января 2006 года составляло 4743 человек.
Административный центр волости — посёлок Юленурме. Помимо этого на территории волости находятся ещё один посёлок Тырванди и 12 деревень.

## Достопримечательности
В волости Юленурме располагается Эстонский сельскохозяйственный музей.